# 人民議会 (アブハジア)
人民議会（じんみんぎかい、アブハズ語: Аҧсны жәлар реизара, グルジア語: აფხაზეთის რესპუბლიკის სახალხო კრება, ロシア語: Народное Собрание Республики Абхазия）は、アブハジアの立法府である。

## 概要
一院制、定数35、任期5年。小選挙区二回投票制で選出される。
2015年7月30日、定数を45に増やしたうえで小選挙区比例代表並立制を導入する憲法改正案の採決が行われたが、賛成が3分の2に届かず、否決された（有効投票28、賛成19、反対5、棄権4）。